# Амбарцумова, Карина Львовна
Карина Львовна Амбарцумова (род. 17 августа 1989, Казань) — российская шахматистка, международный мастер (2019), гроссмейстер среди женщин (2011), мастер спорта России.

## Биография
Начала заниматься шахматами в 4 года. Успешно участвовала в юношеских шахматных турнирах. В 2002 году в Испании завоевала бронзу на юношеском чемпионате Европы в возрастной категории U14. В 2003 году в Черногории делила 3-5 место на юношеском чемпионате Европы в возрастной категории U16. В 2005 году в Сочи делила 2-5 место на юношеском чемпионате России в возрастной категории U18. В 2010 году в Москве победила на чемпионате России среди студентов. В 2011 году в Шэньчжэне представляла Россию на XXVI Всемирной Летней Универсиаде. 
В 2008 году победила на женском чемпионате Москвы по быстрым шахматам. В 2012 году стала чемпионкой Москвы по блицу. В 2014 году стала третьей на женском чемпионате Москвы. В 2014 году в Дании победила в международном женском турнире «Lady Chess». Победительница немецкой шахматной Бундеслиги в составе команды «SK Schwäbisch Hall». В 2015 году в Санкт-Петербурге стала чемпионкой России по быстрым шахматам среди женщин. Бронзовый призёр чемпионата России по быстрым шахматам среди женщин 2017 и 2018 года. В 2016 году участвовала в командном кубке Европы среди женских команд.
В 2011 году окончила Российский государственный социальный университет по специальности социальная педагогика. Работает шахматным тренером.